# Ingeborg Motzfeldt Løchen
Ingeborg Mathia Motzfeldt Løchen (26. srpna 1875 – 6. února 1946) byla norská fotografka a spisovatelka. Je známá svými portrétními fotografiemi, mimo jiné polárníka Fridtjofa Nansena nebo malíře Erika Werenskiolda.

## Zázemí a rodina
Løchen se narodila v roce 1875 jako dcera právníka a politika Ernsta Motzfeldta a Else Motzfeldt, rozené Gram. Byla mladší sestrou právníka Ulrika Antona Motzfeldta (1871–1942). Její dědeček byl Ulrik Anton Motzfeldt. Matka matky pocházela z farmy Ask in Ringerike, kde se také narodil Løchen.
Byla pokřtěna v kostele Norderhov 3. října 1875. Její otec Ernst byl ministrem v druhé vládě Emila Stanga od roku 1893 do roku 1894.
Løchen vyrůstala v Kristianii (Oslo). Elseina matka zemřela brzy a její otec se znovu oženil s Elseinou sestrou Margrethou. Podle samotné Løchen se její teta stala „druhou matkou“.
Dne 24. srpna 1909 si Løchen vzala právníka Thorvalda Løchena. Od roku 1902 do roku 1916 byl hejtmanem kraje v okrese Nordre Trondhjem a diecézním hejtmanem v kraji Hedmark od roku 1916 do roku 1926. Pár neměl děti.

## Fotografka
Løchen působila jako fotografka a mimo jiné pořídila několik portrétních fotografií polárního cestovatele a dobrodruha Fridtjofa Nansena a jeho rodiny, stejně jako karikaturisty Erika Werenskiolda. Většinou jsou fotografie pořízené v letech 1900–1910. Její sbírka fotografií je součástí Národní knihovny.

### Galerie

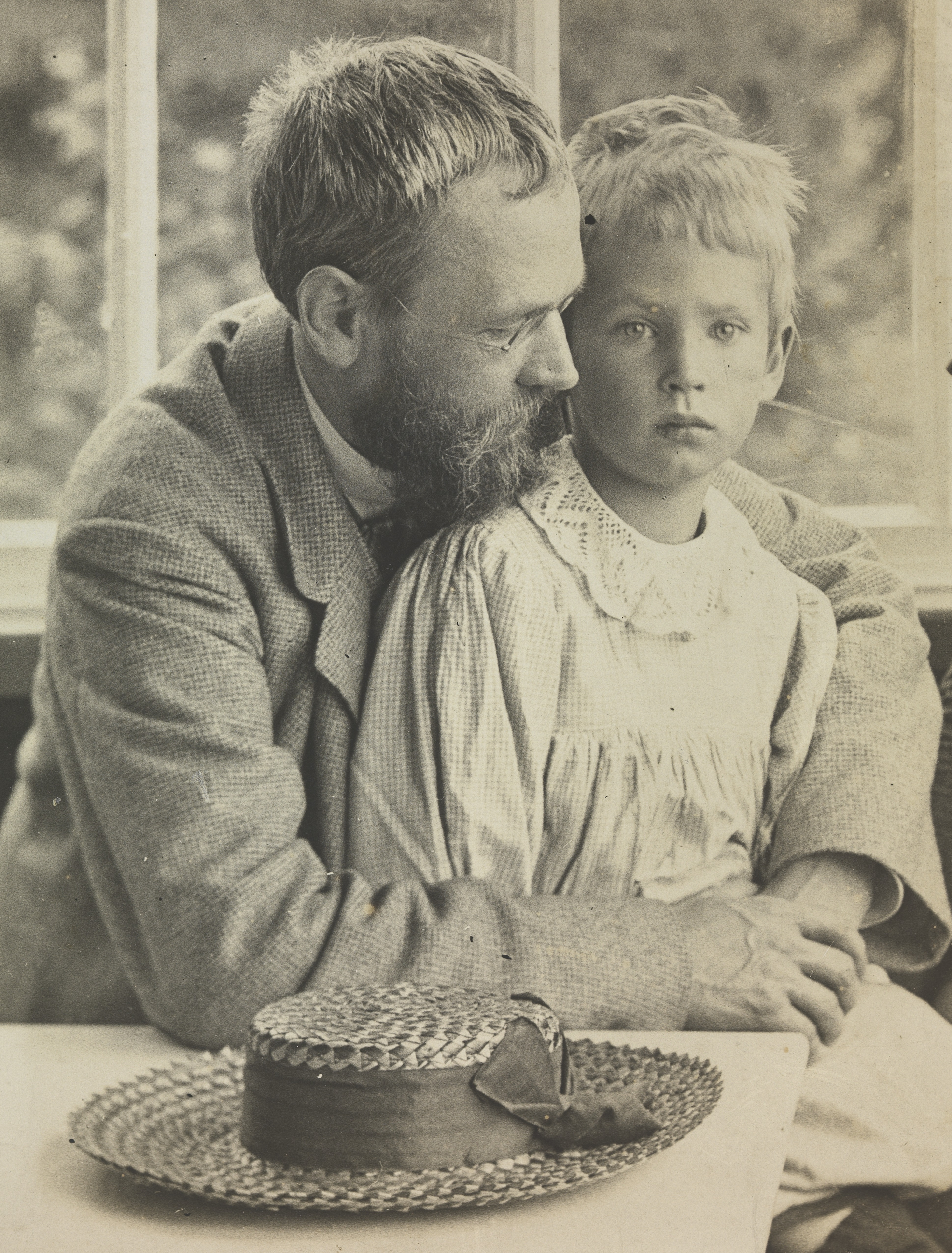
Malíř Erik Werenskiold se svým synem Dagfinem Werenskioldem v náručí, asi 1900
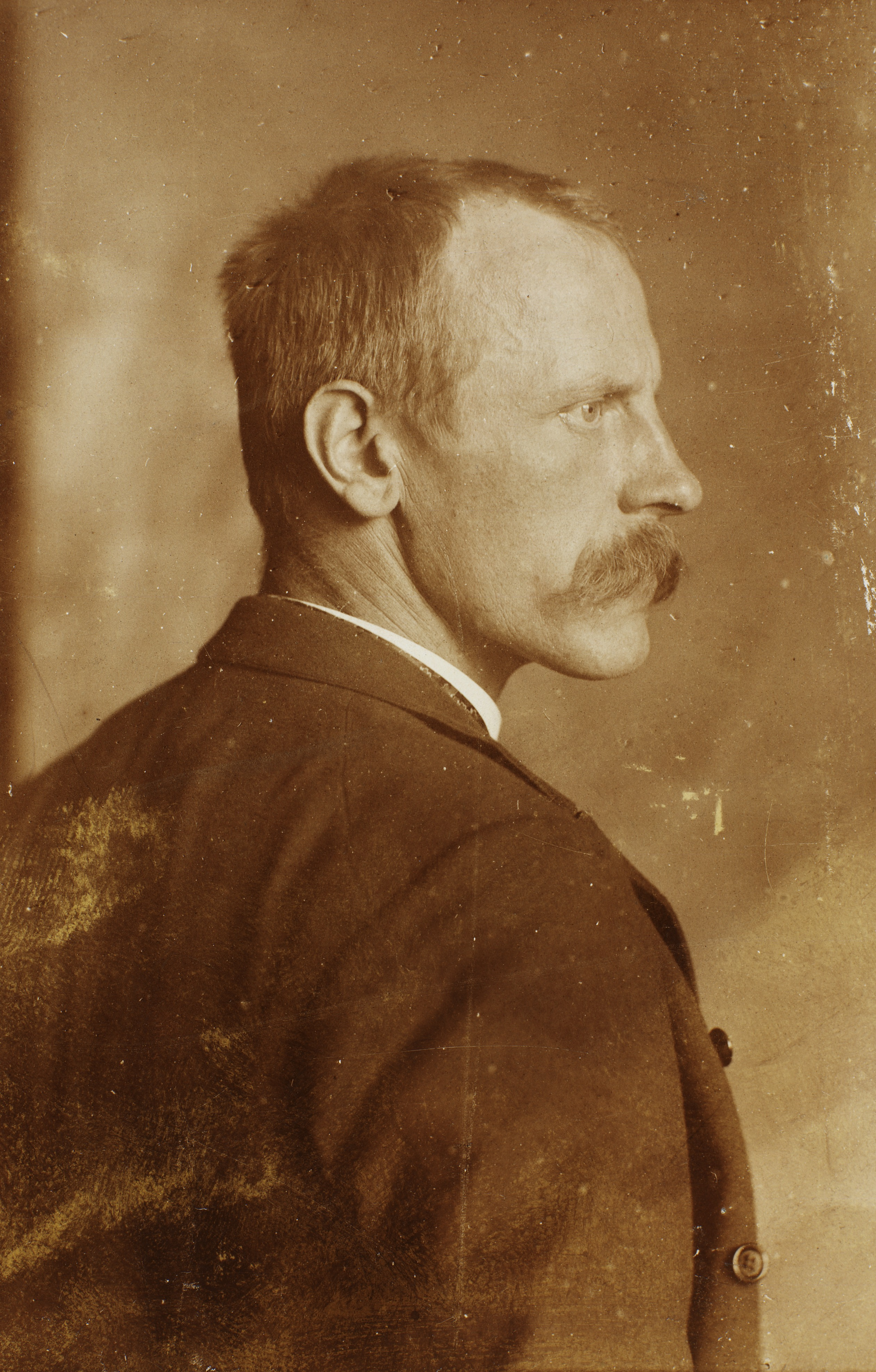
Fridtjof Nansen, kolem roku 1900
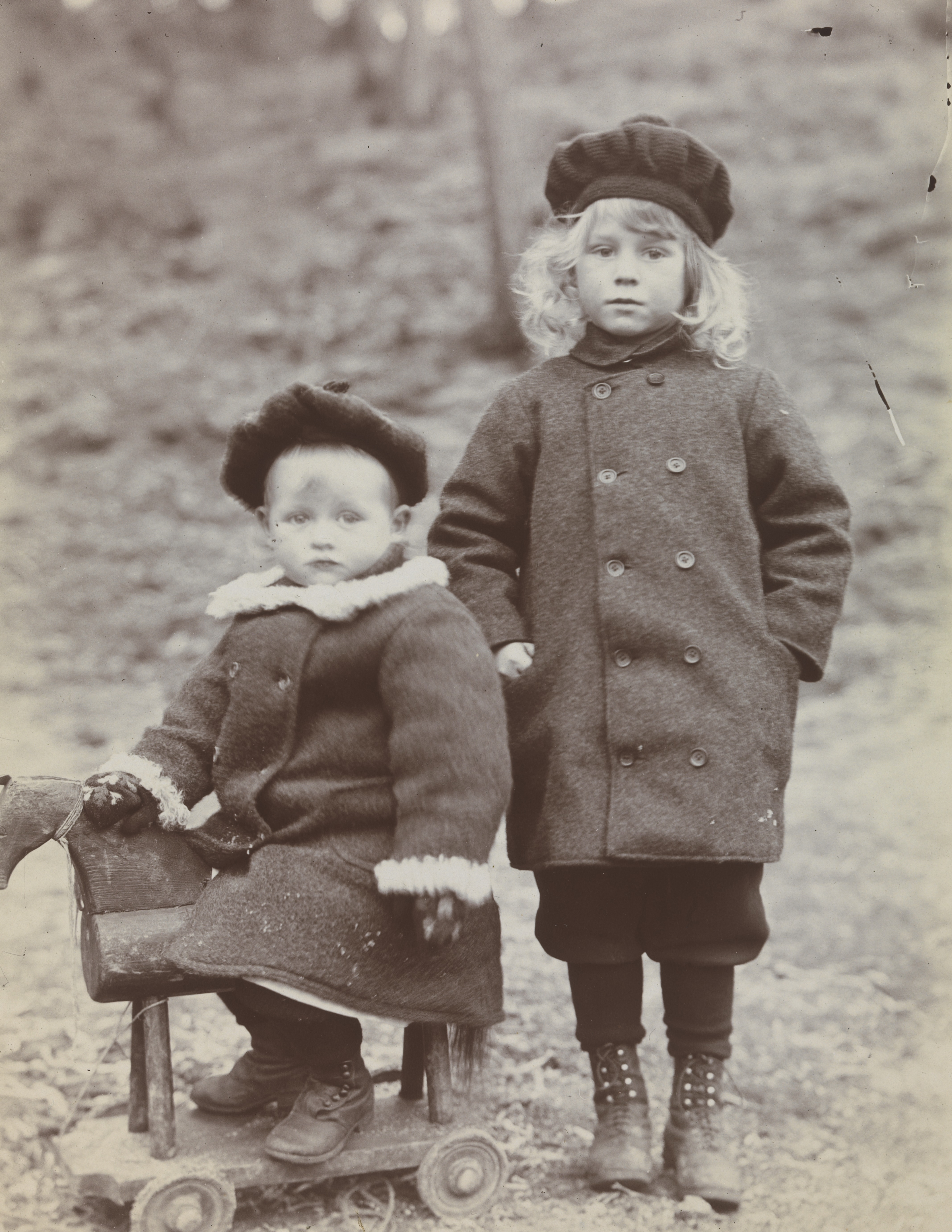
Fridtjof Nansen děti Irmelin Nansen (sedící) a Bob Nansen, asi 1902
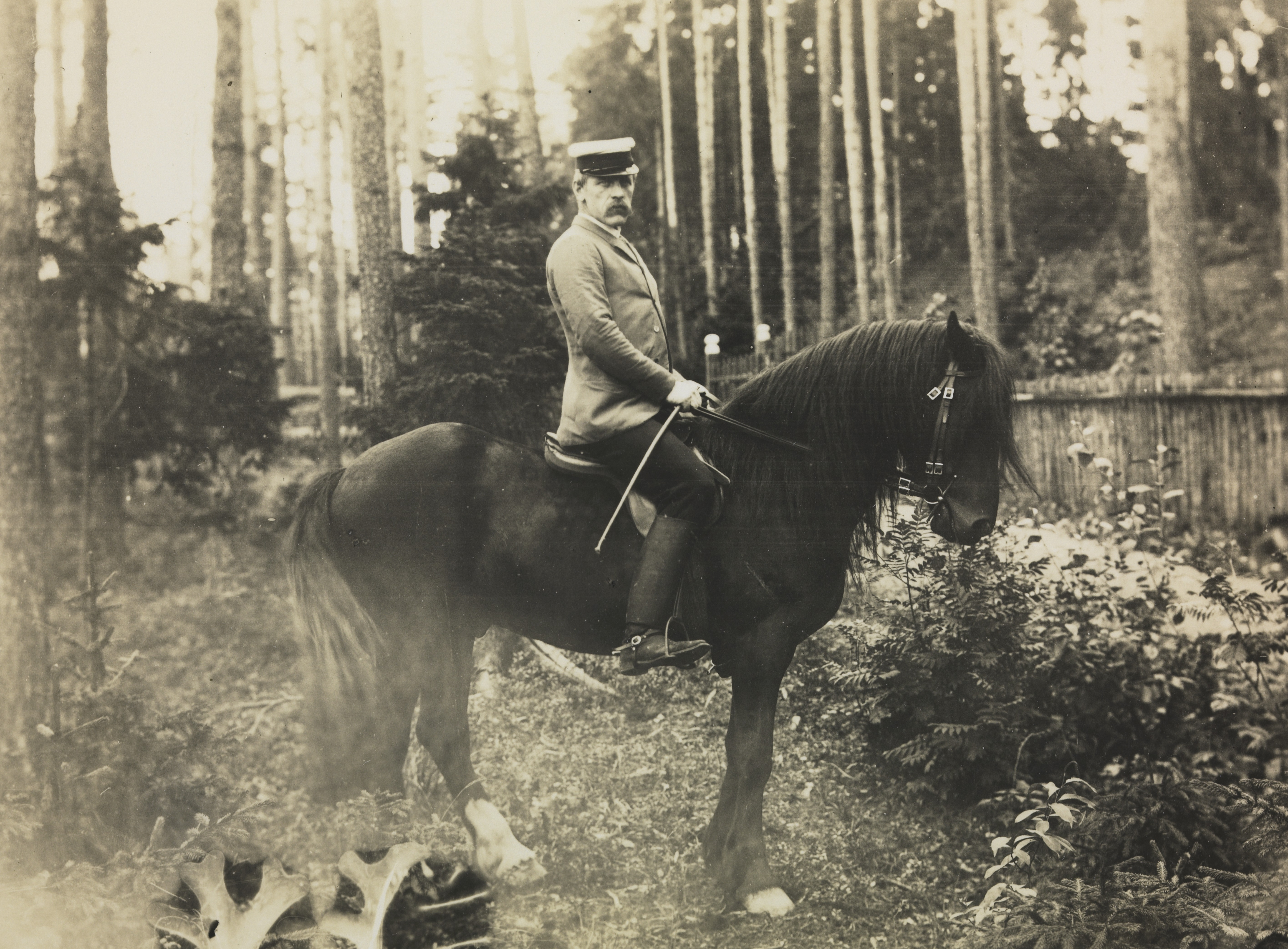
Fridtjof Nansen na koni, Hemingen, Polhøgda, asi 1902
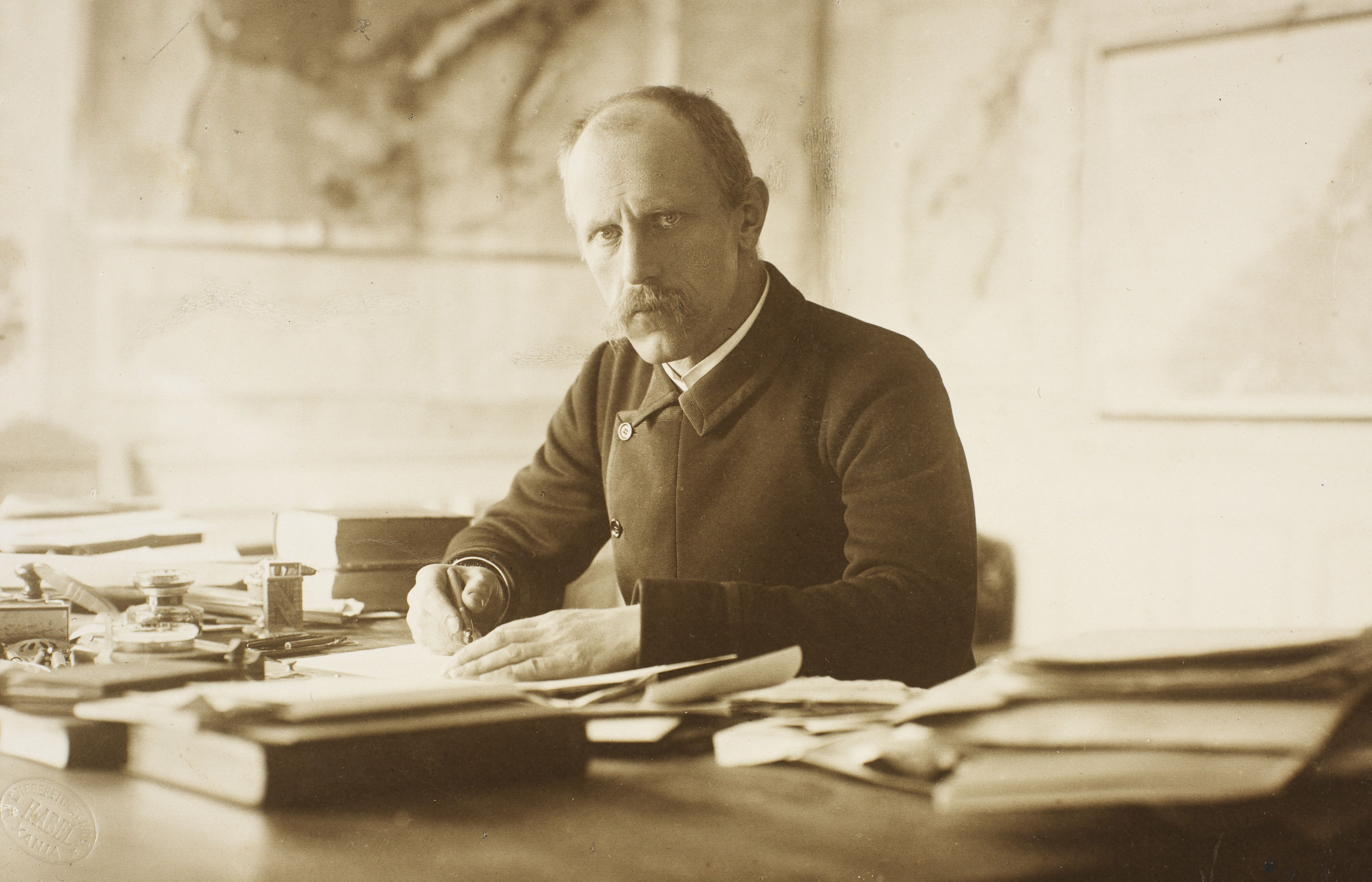
Fridtjof Nansen doma u stolu, Polhøgda, před 1904
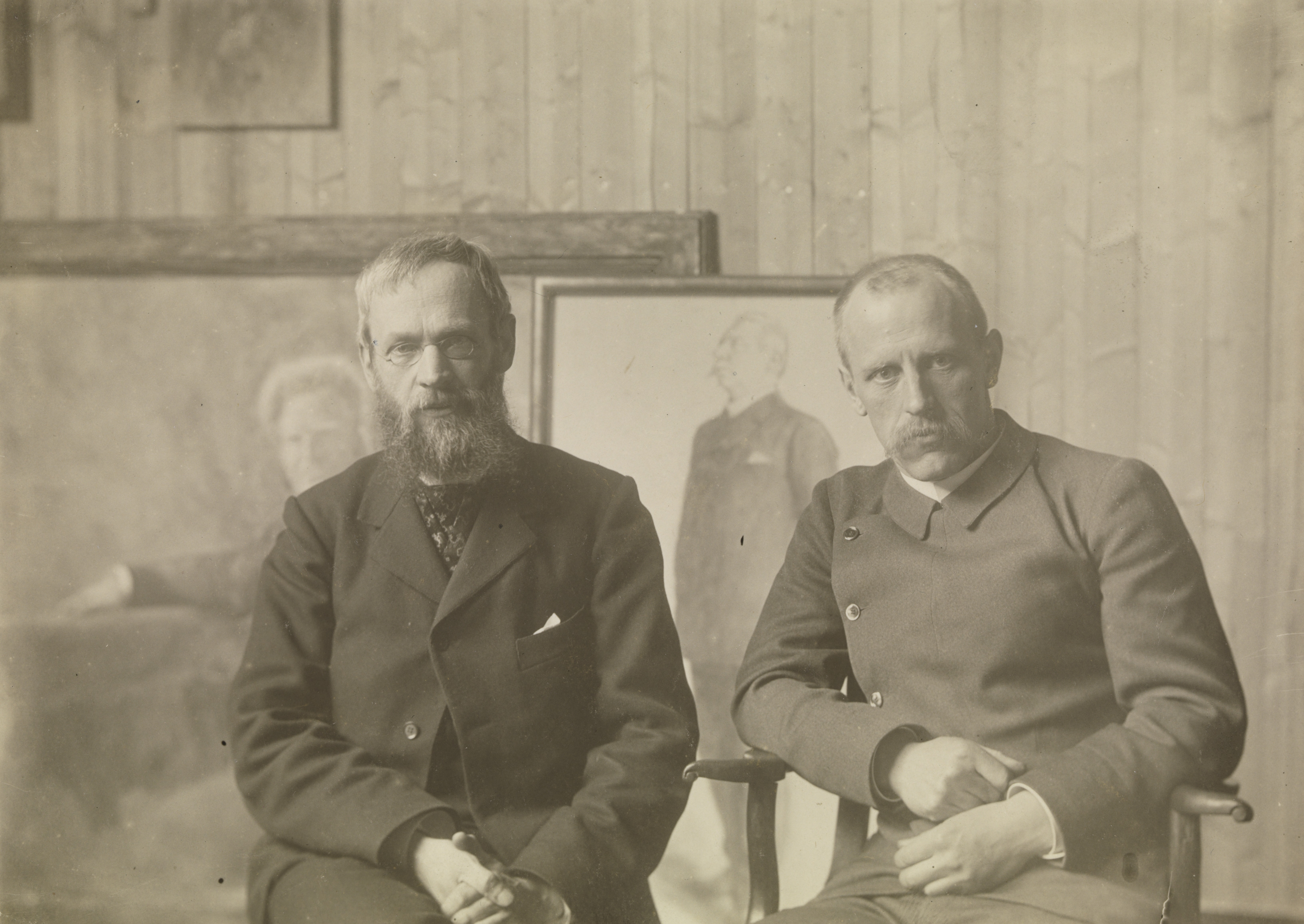
Fridtjof Nansen a Erik Werenskiold v malířském ateliéru, někdy před rokem 1907
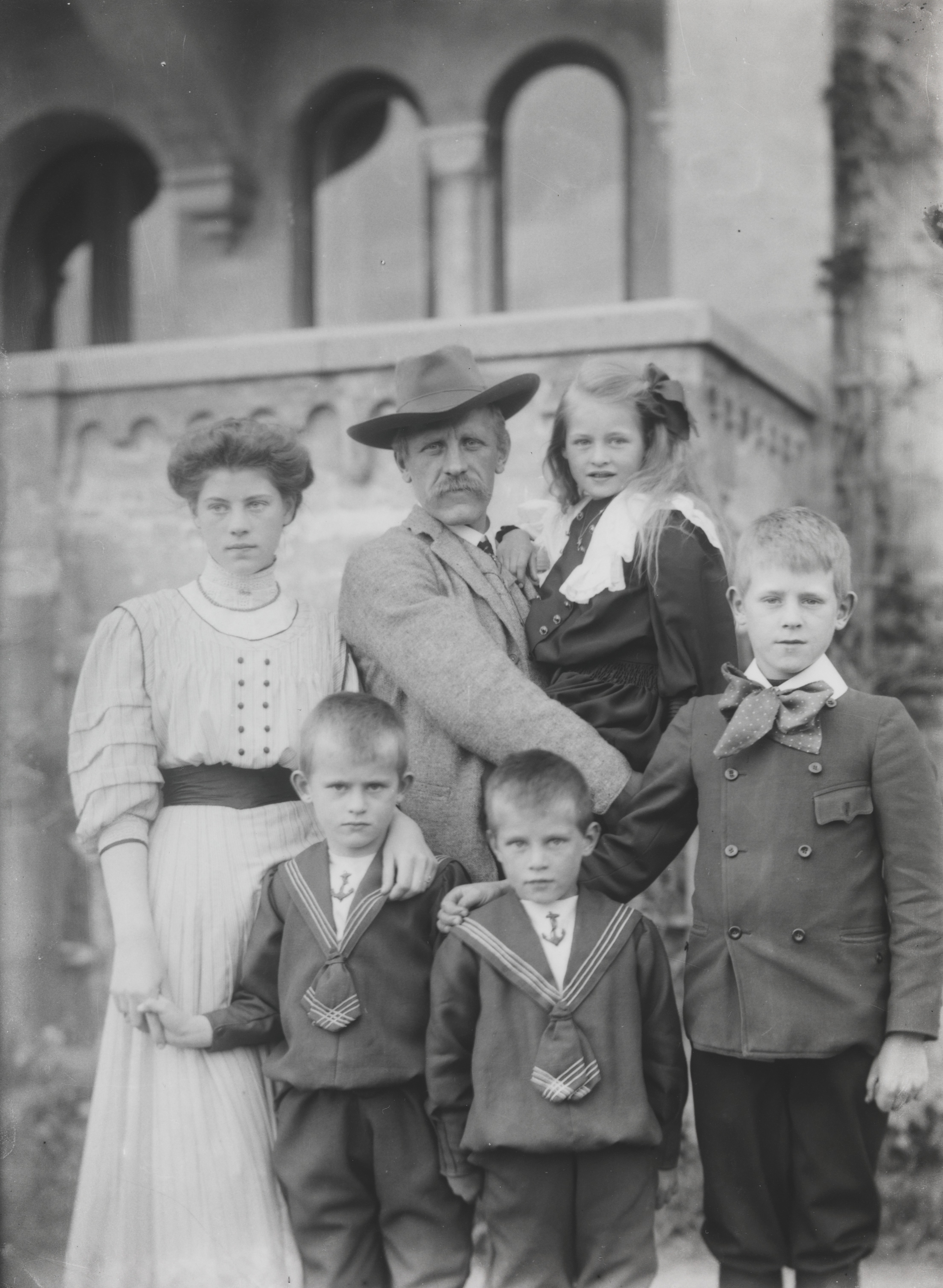
Fridtjof Nansen s pěti dětmi Liv Nansen (později Hoyer), Odd Nansen, Åsmund Nansen, Bob Nansen a Irmelin Nansen (později Revold), asi 1908
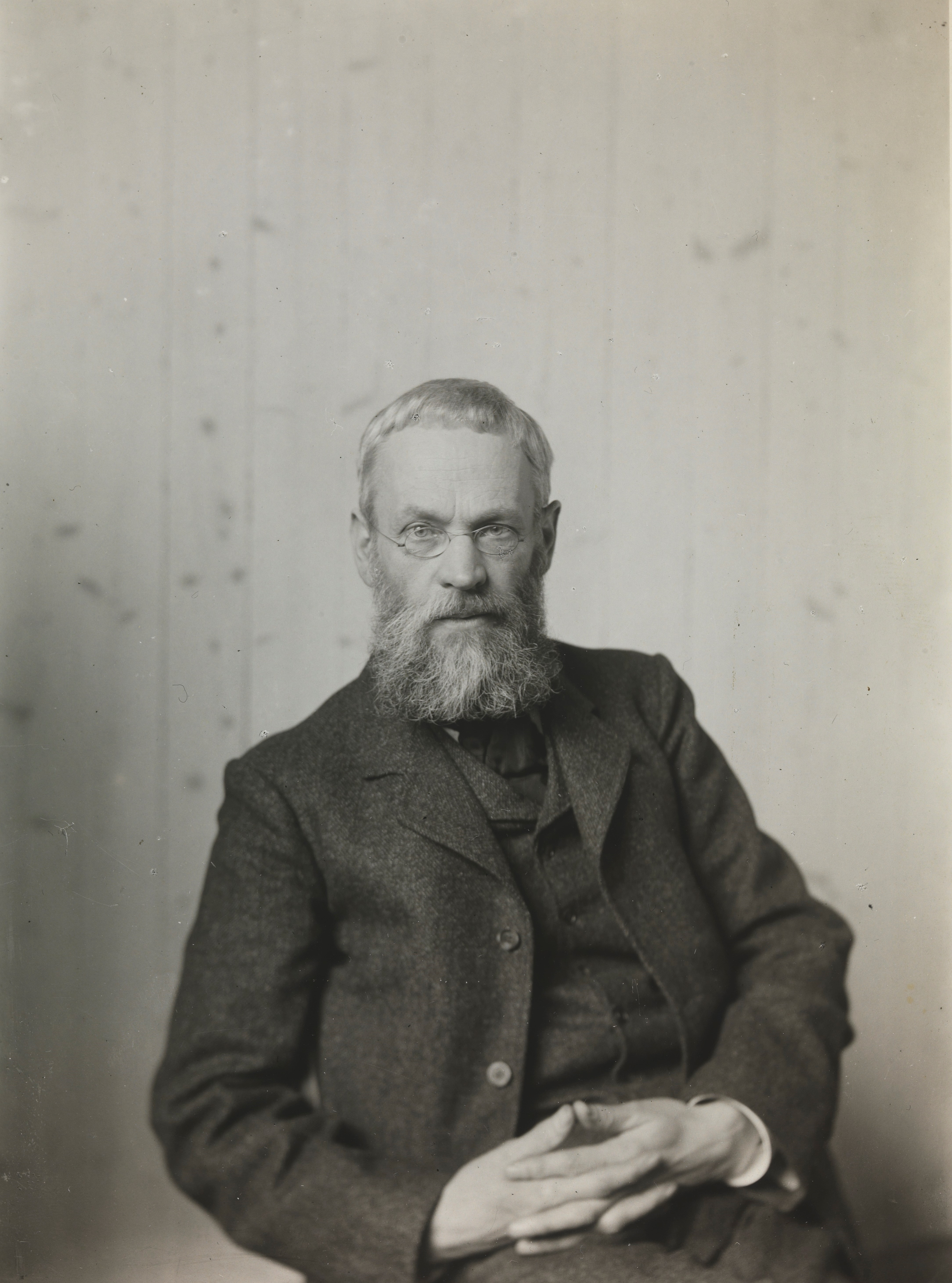
Erik Werenskiold ve svém ateliéru, před rokem 1908
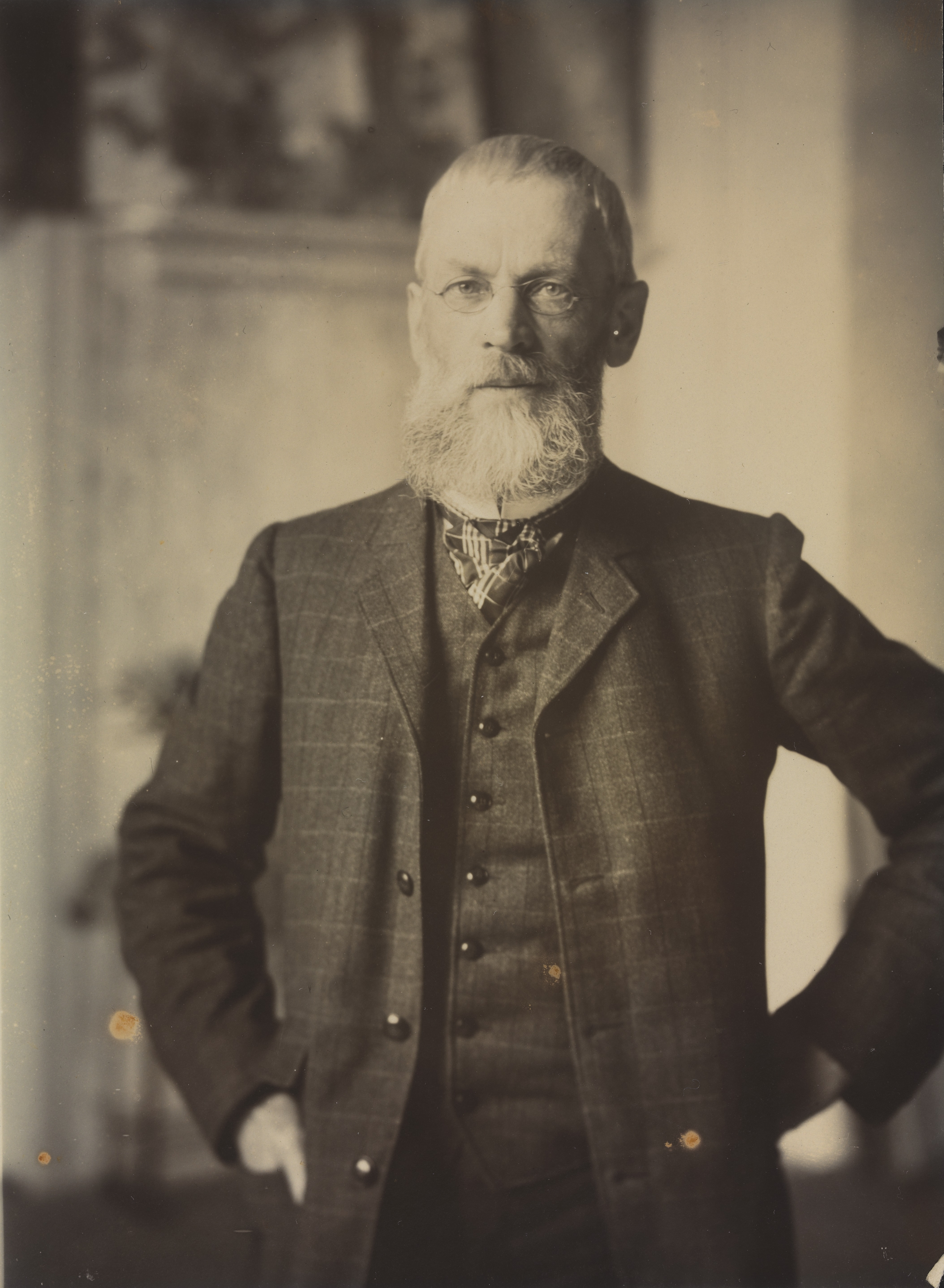
Erik Werenskiold, před rokem 1908
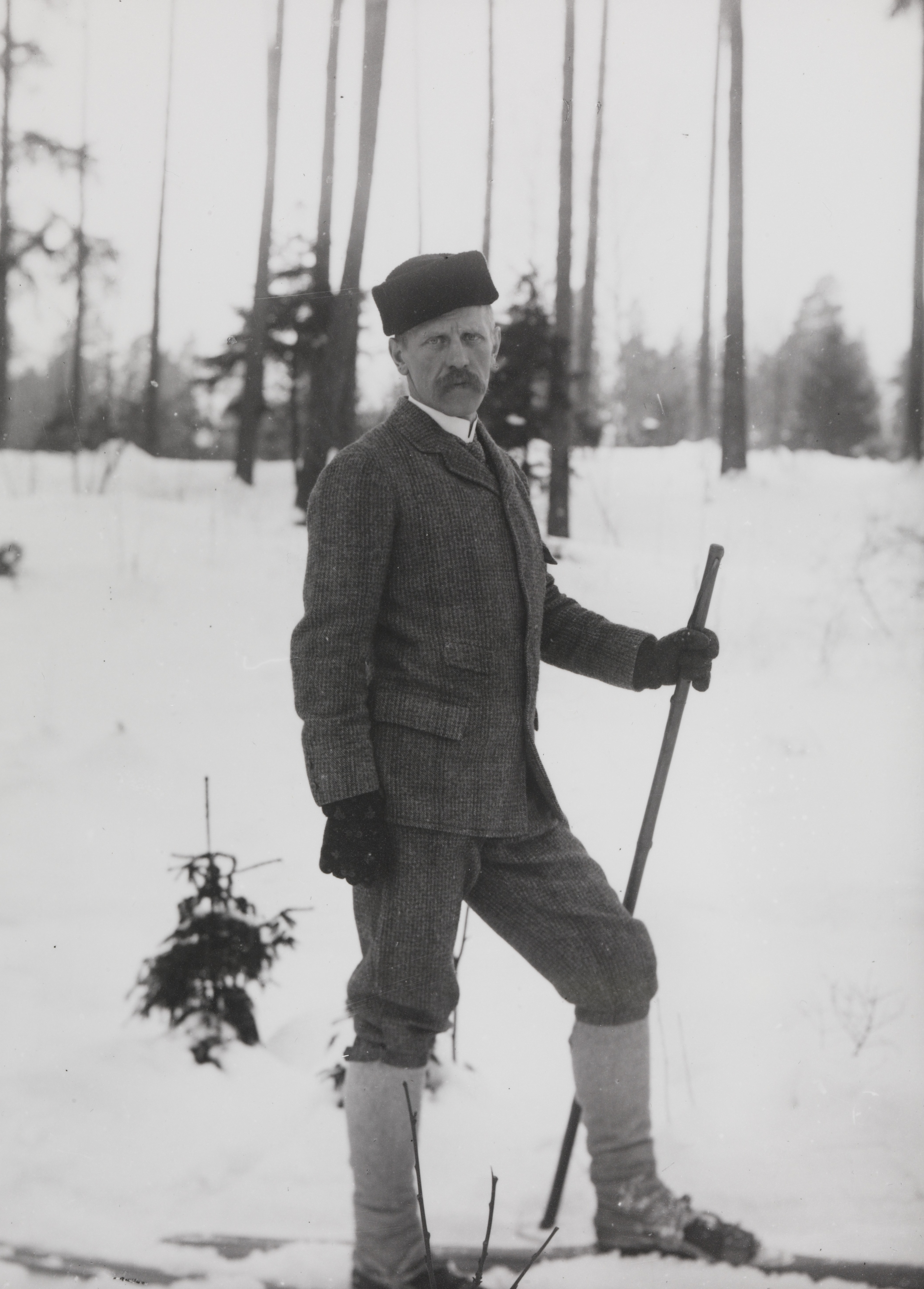
Fridtjof Nansen na lyžích v Lysaker, před rokem 1910
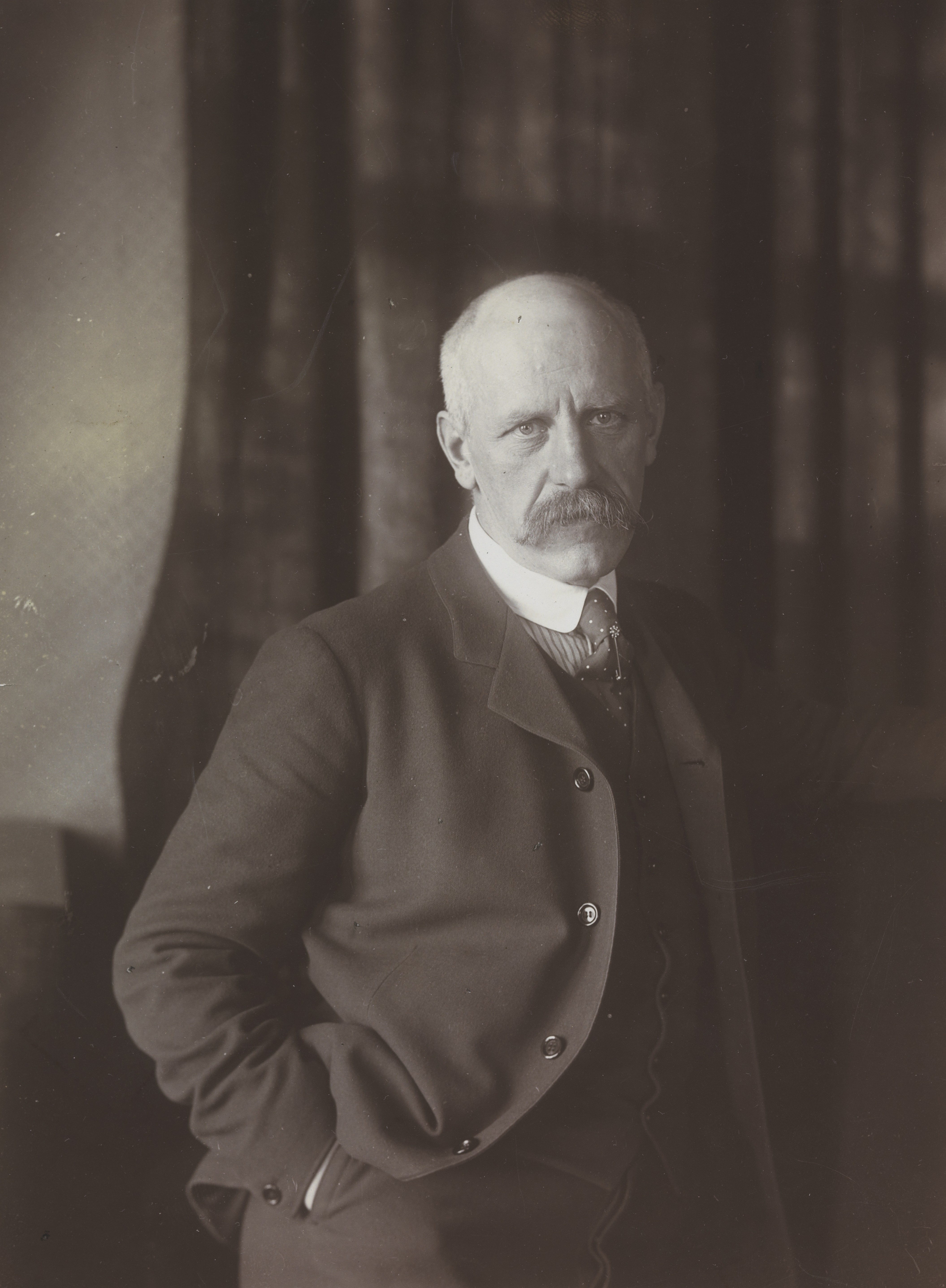
Fridtjof Nansen, před rokem 1914

## Spisovatelka
Ke konci svého života Løchen také psala knihy, mimo jiné o Fridtjofovi a Evě Nansenové, se kterou prožila celoživotní přátelství, a o rodinné farmě Ask. Kromě toho vydala knižně několik dopisů, které si psala s rodiči. Dvě knihy byly na základě jejích poznámek vydány po její smrti.